# Reinhart Ahlrichs
Reinhart Ahlrichs (né le 16 janvier 1940 à Göttingen et mort le 12 octobre 2016 à Heidelberg) est un chimiste théoricien allemand.

## Biographie
Reinhart Ahlrichs fut diplômé d'un master en sciences en 1965 de l'université de Göttingen où il étudiait la physique, puis obtint un doctorat en 1968 sous la direction de Werner Bingel (de). Il fut professeur assistant à Göttingen sous la direction de Werner Kutzelnigg en 1968-1969 puis effectua un post-doctorat en 1969-1970 sous la direction de C.C.J. Roothaan à l'université de Chicago.
Après une autre période comme assistant entre 1970 et 1975 à Karlsruhe, Reinhart Ahlrichs fut nommé professeur de chimie théorique à l'université de Karlsruhe en 1975. Il dirige également un groupe de recherche à l'Institut de nanotechnologie de l'université,, groupe à l'origine du code TURBOMOLE (en) entre autres. Il est l'auteur de plus de 230 publications scientifiques, et fait partie du comité éditorial de plusieurs revues.

## Récompenses et nominations
- Liebig-Denkmuenze de la Gesellschaft Deutscher Chemiker (en) (Société des chimistes allemands) (2000)[1]
- Bunsen-Denkmuenze de la Deutsche Bunsengesellschaft (2000)[1]
- Landesforschungspreis du land de Bade-Wurtemberg (2000)[1]
- Docteur honoris causa de l'université Humboldt de Berlin (28 mai 2015)[4],[1]

- Membre de l'Académie des sciences de Göttingen (depuis 2008)[1]
- Membre de l'Académie internationale des sciences moléculaires quantiques (depuis 1992)[1]
- Membre de l'Académie des sciences de Heidelberg (depuis 1991)[1]